# 水平對臥六缸引擎

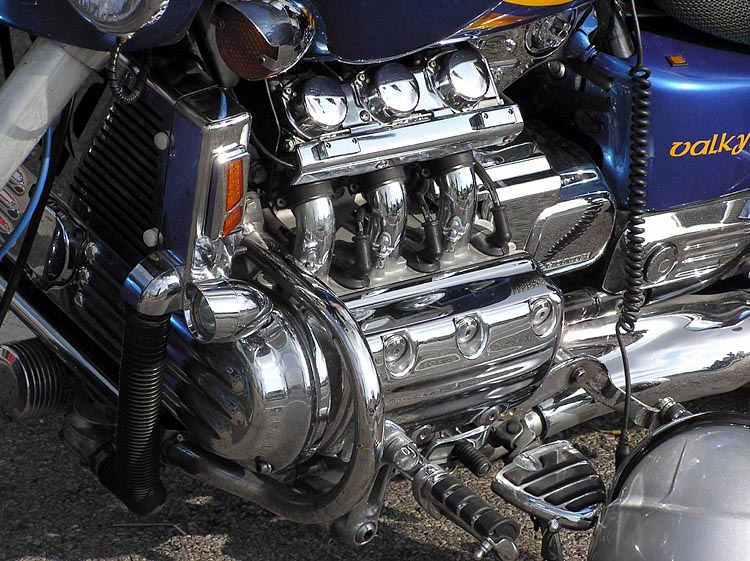
本田Valkyrie重型機車的水平對臥六缸引擎

水平對臥六缸引擎是一種往復式發動機，由6個活塞分成左右各3個汽缸，以水平對臥的方式組成，而本條目專指活塞式內燃機。一般國外以「flat-six」稱呼（包含V型180度引擎），略稱成F6；也有人稱作「boxer-6」，略稱成B6。

## 概要
一般說來，水平對臥六缸引擎的總長度與V型六缸引擎差不多，可是高度卻比較低。此形式引擎配置在底盤的重心位置較低，所以車身的穩定性更高也更均衡。比起水平對臥六缸引擎，水平對臥十二缸引擎需要更大的引擎室空間來安置排氣系統，還有散熱問題也較難解決，因此前者的應用範圍比較廣泛。
水平對臥六缸引擎有許多例子是應用於跑車和摩托車上，且採用氣冷式。因此散熱用風扇和強制氣冷風扇是必需元件，加上製造大排氣量的氣冷式汽缸需要高度加工技術及優良材質的鋼材，自然墊高了生產成本，是以此形式引擎很少應用於飛機上。受限於此形式引擎的特性，汽車驅動方式通常為中置後驅，才能盡可能保持後輪軸的低重心。當然也有車廠採前輪驅動的形式，不過前輪操控系統可能會受到影響。
近年世界車壇上仍使用水平對臥六缸引擎的車廠屈指可數，僅有保時捷、速霸陸；機車界則有BMW和本田技研工業的摩托車製造部門。保時捷仍持續將水平對臥六缸引擎搭載於高級車款上，速霸陸也是自1980年代起將此形式引擎裝置於旗艦車款，且搭配對稱式全時4WD系統而廣為人知。往昔美國通用汽車麾下的雪佛蘭汽車將此形式引擎搭載於1960年代生產的車款雪佛蘭Corvair，更早還有汽車設計者普瑞斯頓·塔克（Preston Tucker）投注畢生心血開發的車款塔克48（1948 Tucker Sedan），亦搭載5.5L水平對臥六缸OHV引擎，這些都是著名的例子。不過，法國雪鐵龍汽車在1955年發表的雪鐵龍DS，曾在試作階段開發水平對臥六缸引擎，最後卻以失敗收場，改以直列四缸引擎發售。

## 應用範圍

### 汽車

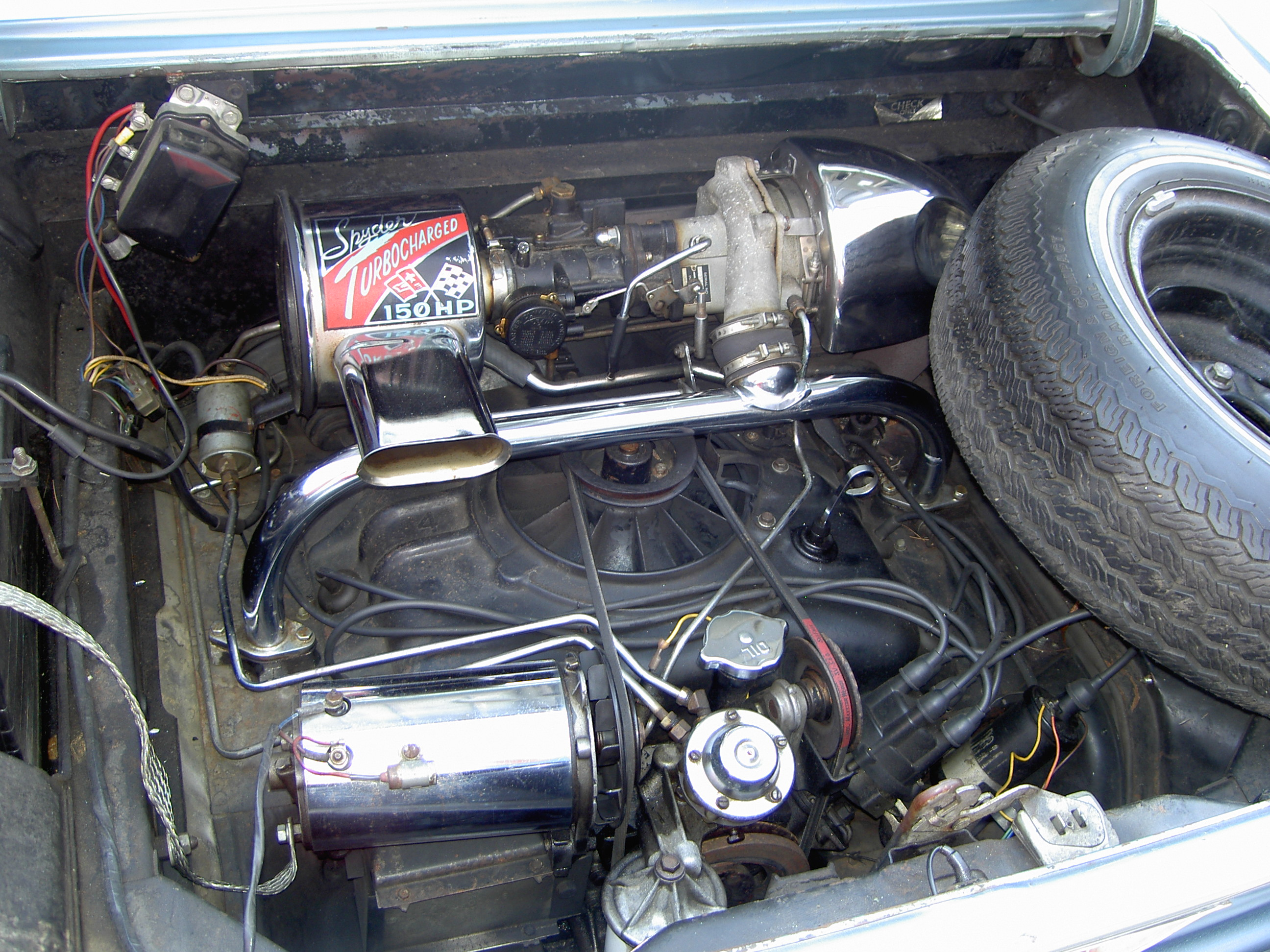
搭載於雪佛蘭Corvair後期型的渦輪增壓水平對臥六缸引擎

1959年美國通用汽車麾下雪佛蘭汽車發表雪佛蘭Corvair，採用強制氣冷式水平對臥六缸引擎。此車款和德國福斯汽車的金龜車一樣，也是針對普羅大眾發售的國民車。據1960年代美國汽車市場的狀況，競爭對手的車款主要採用直列六缸引擎。由於當時水平對臥四缸引擎的生產技術及震動問題仍無法與既存的六缸引擎對抗，所以雪佛蘭汽車決定使用水平對臥六缸的構造。這在當時的美國車壇來講相當稀奇，但因引擎的生產成本大增，雪佛蘭被迫削減其他元件的製造成本。可是Corvair採用後置引擎和搖軸式懸吊系統（swing axle）的組合，使得車體重心壓在後輪軸上，亦無防傾桿等部品的輔助，於是操控起來容易轉向過度。緊急狀況時後輪容易失去循跡性而偏移滑行，甚至造成翻車的意外事故。雪佛蘭汽車對外宣稱前、後輪的循跡性一致，而且車身設計對車體前半部來說擁有極佳氣流下壓力。但是對於購入Corvair的駕駛人而言卻是一場噩夢，打滑、翻車的意外事故屢屢發生。拉爾夫·納德於1965年出版的著作《任何速度都不安全（Unsafe at Any Speed）》便質疑雪佛蘭Corvair的操控性大有問題，促使美國各界更加重視汽車安全問題。後來雪佛蘭汽車從善如流，將後輪懸吊系統流用該品牌高級跑車第二代雪佛蘭Corvette的獨立懸吊系統，社會大眾對Corvair安全性不足的疑慮才逐漸消失。
德國保時捷汽車是製造水平對臥引擎的佼佼者，當1963年裝載水平對臥四缸OHV引擎的保時捷356面臨改朝換代之際，該公司推出了搭載2.0L水平對臥六缸SOHC引擎的保時捷911。起初保時捷911跟前述的雪佛蘭Corvair同樣遇到轉向過度的問題，在高速過彎時必須稍微提早將車頭回正，適當地反打方向盤（或稱逆轉舵）以防止車身飄移。駕駛者必須具備一些基本的駕車技巧，才能預防翻車的意外。由於雪佛蘭Corvair設定的定位是普羅大眾，購買保時捷911的主要顧客卻是比較熱血、追求速度快感的富裕階層，以此之故靈敏轉向的特性反而成為911愛好者的一大挑戰。對於習慣前驅車轉向不足或開車技術不純熟的駕駛者而言，初期型911是一輛高難度的障礙，在高速過彎時猶豫是否踩下煞車卻造成甩尾，這都是家常便飯的事。不過保時捷911車系歷經40年以上的演進，原廠也發展出PSM車身動態穩定系統（Porsche Stability Management之縮寫）的電子輔助設備來確保車身穩定性。另一方面，初期型可輸出130ps馬力的2.0L水平對臥六缸SOHC引擎經歷多年來擴缸增大排氣量，直到1997年推出搭載於保時捷993的3.8L水平對臥六缸引擎，這具該公司最後一款強制氣冷式水平對臥六缸引擎的最大馬力達300ps。搭載於第二代保時捷卡曼的2.7L水平對臥六缸引擎可輸出275ps的最大馬力，曾獲得2014年華德十大最佳汽車引擎的獎項。

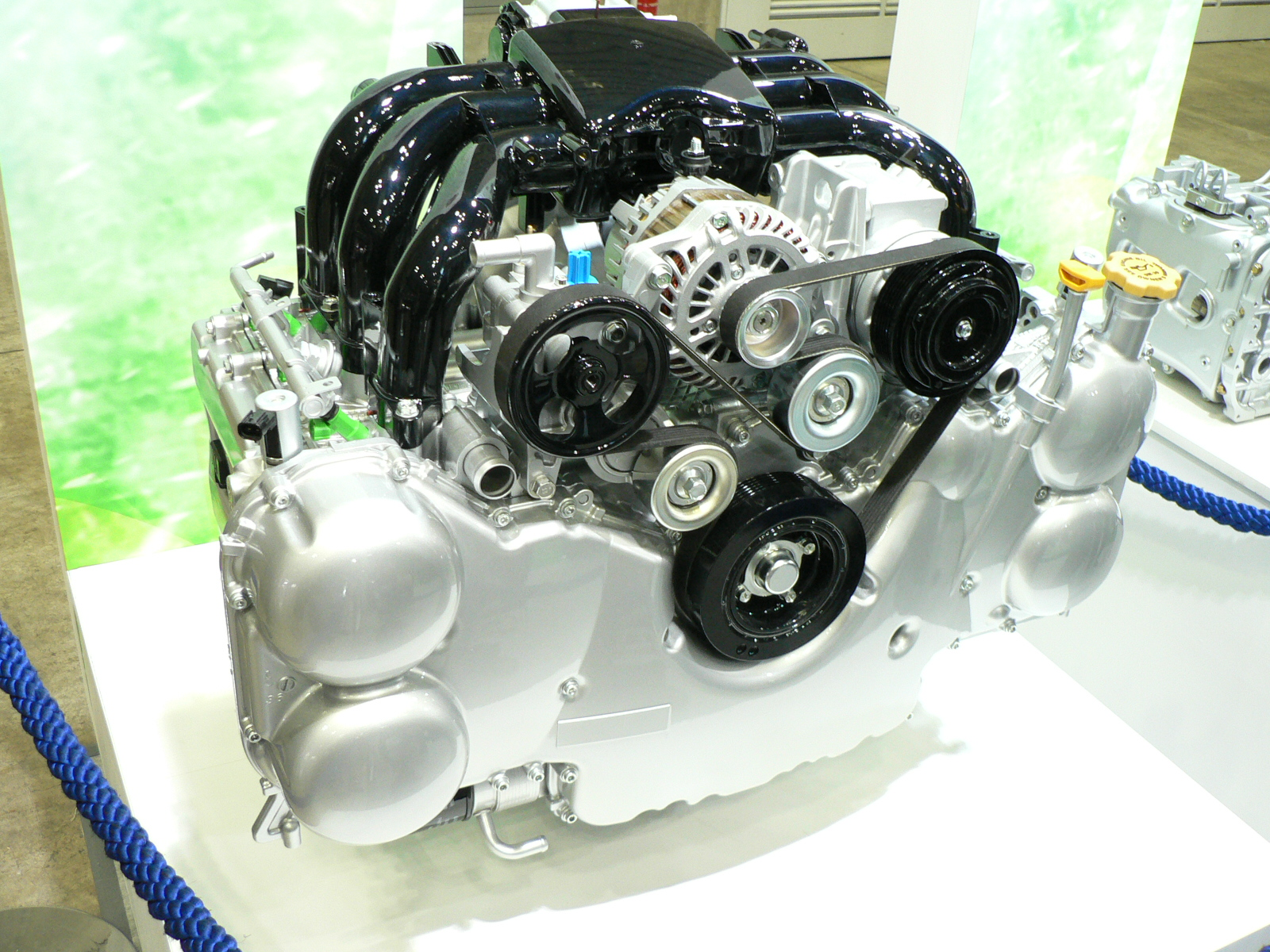
速霸陸EZ36型水平對臥六缸引擎

日本富士重工業的汽車製造部門速霸陸汽車向來強調水平對臥引擎搭配全時四輪驅動，回顧該公司的發展歷史，亦是從水平對臥四缸引擎逐漸擴缸成六缸。1987年上市的速霸陸Alcyone乃裝置了該公司初次發表的水平對臥六缸引擎 - ER27型，此具引擎承襲1.8L水平對臥四缸EA82型而來，擴缸成六缸，排氣量也增加至2.7L。可惜這款車無論是引擎或車身設計，在當時的日本車壇算是嶄新的概念，銷售成績自然陷入苦戰，1991年交由速霸陸Alcyone SVX接棒。繼任的Alcyone SVX裝載了同為水平對臥六缸、3.3L EG33型引擎，可發揮240ps / 6,000rpm的最大馬力。縱然擁有這般實力，仍敵不過銷售慘澹的事實而黯然退出市場。2000年隨著第三代速霸陸Legacy的推出，後繼的速霸陸EZ族引擎也是採水平對臥六缸的構造。值得注意的是，富士重工業總以「horizontal-6」來稱呼自己的水平對臥六缸引擎，事實上與H型引擎一點關係也沒有。

### 摩托車
日本本田技研工業的摩托車製造部門曾將水平對臥引擎搭載於針對外銷市場的高級車款本田Gold Wing和本田Valkyrie。1988年本田Gold Wing的亞型「GL 1500」推出時，便搭載1,520c.c.水平對臥六缸引擎；同時為了追求靜肅性，採用了軸傳動方式。1996年上市的本田Valkyrie算是Gold Wing的進化版，沿用1,520c.c.水平對臥六缸引擎，也同樣採取軸傳動方式。這兩款重型機車的造車理念乃是重視高速域及高速巡航，故本田技研工業承襲以往直列六缸引擎的製造經驗，開發出相對前者而言震動較小、佈局較為緊湊的水平對臥六缸引擎。

### 飛機

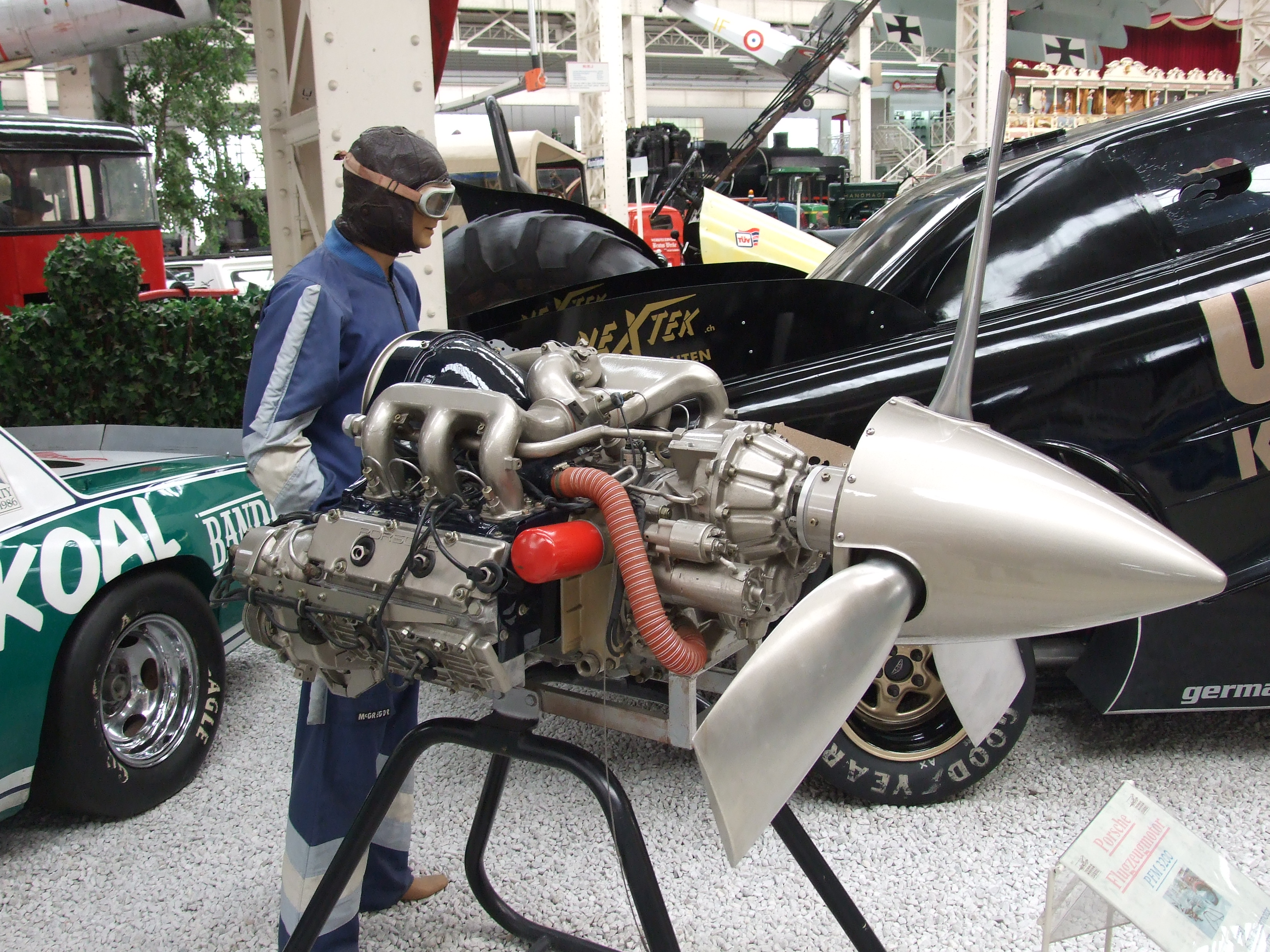
保存在施派爾科技博物館的保時捷PFM 3200型飛機引擎

第二次世界大戰前大多數飛機都使用散熱效果良好的星型引擎，不過這種形式的缺點是占用體積和空氣阻力大。二戰結束後開始出現分水嶺，小型飛機多半使用水平對臥引擎，位於美國阿拉巴馬州的飛機引擎製造商大陸引擎公司（Continental Motors, Inc.）和賓夕法尼亞州的萊康明引擎公司（Lycoming Engines）便是其中的佼佼者。這兩家公司皆以水平對臥四缸引擎為基礎，擴充出六缸、八缸等產品。以這種方式生產的水平對臥六缸引擎具有震動較少、運轉細緻的優點，特別受到堪薩斯州西斯納飛機公司的青睞，製造出許多暢銷的小型飛機。話說回來，這種形式的引擎活塞位於中央位置，反而難以冷卻。此外，1980年代德國保時捷汽車曾以保時捷911的引擎為基礎，開發出PFM 3200型水平對臥六缸飛機引擎。由於當時小型飛機的市場景氣低迷，保時捷僅製造了約80具。

## 內部連結
- 水平對臥引擎